# Saint-Loup (Manche)
Saint-Loup is een gemeente in het Franse departement Manche (regio Normandië) en telt 519 inwoners (2004). De plaats maakt deel uit van het arrondissement Avranches.

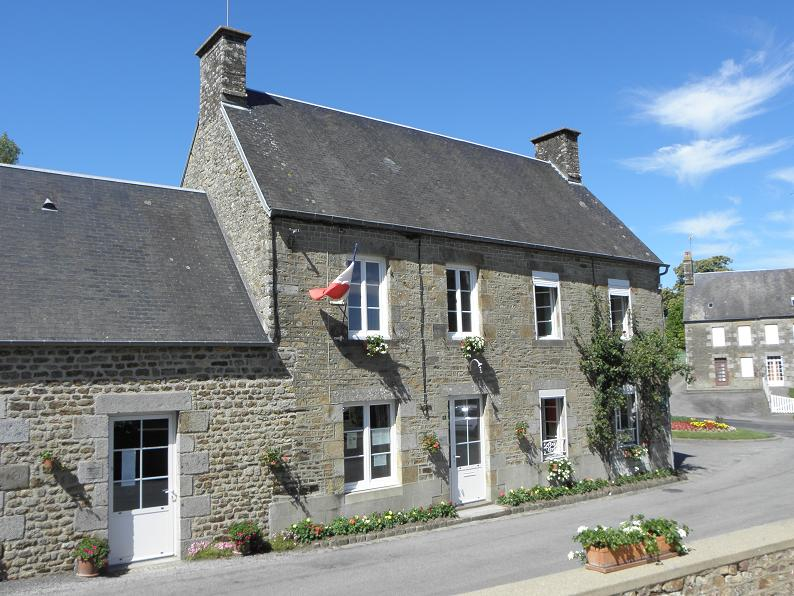
Gemeentehuis
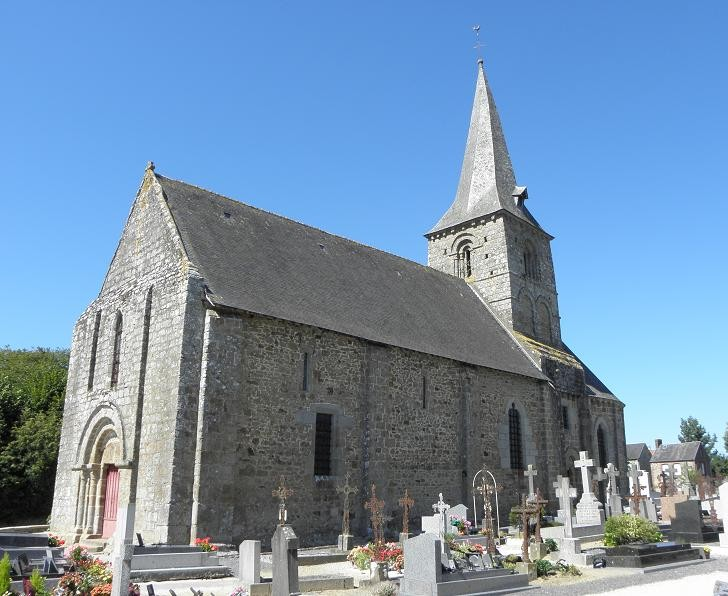
Kerk van Saint-Loup

## Geografie
De oppervlakte van Saint-Loup bedraagt 6,5 km², de bevolkingsdichtheid is 79,8 inwoners per km².
De onderstaande kaart toont de ligging van Saint-Loup (Manche) met de belangrijkste infrastructuur en aangrenzende gemeenten.

## Demografie
Onderstaande figuur toont het verloop van het inwonertal (bron: INSEE-tellingen).

1. ↑  Populations de référence 2022.